# أخواته البنات (فلم)
أخواته البنات فيلم مصري تم إنتاجه عام 1976، من إخراج هنري بركات وبطولة محمد عوض وناهد شريف وماجدة الخطيب.

## تمثيل
- محمد عوض - "محسن"
- ناهد شريف - "نوال"
- ماجدة الخطيب - "ليلى"
- أمينة رزق - "العمة"
- وحيد سيف - "حنفي"
- خيرية أحمد - "كريمة"
- يوسف فخر الدين - "شكري"
- محمود العراقي - "منعم"
- مشيرة إسماعيل - "سعاد"